# باززایش
باززایش (به انگلیسی: Regeneration)، توانایی یک سلول، بافت یا ارگانیسم برای بهبودی از آسیب است. همچنین می‌توان از آن برای توصیف توانایی یک اکوسیستم استفاده کرد – به‌طور خاص، محیط زیست و جمعیت زنده آن – برای نوسازی و بازیابی از آسیب.
باززایی به اکوسیستم‌هایی اشاره دارد که آنچه خورده، تخریب شده و یا برداشت می‌شود را دوباره پر می‌کنند. بزرگترین نیروی باززایی، فتوسنتز است که انرژی خورشید و مواد مغذی را به زیست توده گیاهی تبدیل می‌کند. مقاومت در برابر اختلالات جزئی یکی از ویژگی‌های بارز اکوسیستم‌های سالم است. پس از اختلالاتی مانند آتش‌سوزی یا شیوع آفات در یک جنگل، بازگشت فوری به تعادل پویای قبلی امکان‌پذیر نیست. در عوض، گونه‌های پیشگام زیستگاه جدید را اشغال می‌کنند وارد رقابت شده و خود را در آن مستقر می‌سازند. رشد جدید نهال‌ها و فرآیند تجمع جامعه در بوم‌شناسی به عنوان باززایی شناخته می‌شود.